# CBWD2
CBWD2‏ (COBW domain containing 2) هوَ بروتين يُشَفر بواسطة جين CBWD2 في الإنسان.